# Leucauge viridecolorata
Leucauge viridecolorata là một loài nhện trong họ Tetragnathidae.
Loài này thuộc chi Leucauge. Leucauge viridecolorata được Embrik Strand miêu tả năm 1916.